# 富田三保之介
富田 三保之介（とみた みほのすけ、天保9年（1838年） - 元治2年4月5日（1865年4月29日））は、幕末の尊皇志士。水戸藩士。諱は知定。富田左近の長男で、家禄は500石。側用人、軍事奉行を務める。位階は贈正五位。出雲源氏。

## 家系
本姓は源氏。家系は宇多天皇を祖とする宇多源氏で、近江源氏・佐々木氏の傍流にあたる出雲源氏・富田氏。月山富田城を築城した佐々木義清の孫富田義泰を祖とする。元々は出雲国の住人であったが、主君である北近江・出雲守護京極政経が守護代尼子経久に追われたのに伴い、主君政経に随行してもう一方の分国である北近江に移住した。
富田一白の代に京極氏を離れ、後に豊臣秀吉の家臣となり、伊勢国安濃津城主に封じられて大名となる。子の信高の代に伊予国宇和島藩に封じられるが、後に除封となり、水戸藩主徳川頼房の招きを受けて水戸徳川家に仕官した。以降、子孫は水戸藩士となる。

## 生涯
日本との通商通交を求め、欧米列強の来航が相次いだ幕末にあって、攘夷を求める朝廷と攘夷を渋り開国へと向かう幕府との対立が深まる中、諸大名も開国を支持する譜代大名らと攘夷を迫る水戸藩はじめ外様雄藩との間で見解が大きく分裂。攘夷の急先鋒であった水戸藩でも藩内で親幕府の姿勢を採る諸生党と、攘夷決行を求める親朝廷方の天狗党との対立が深まっていた。
両派の対立が激化した元治元年（1864年）、三保之介ら天狗党は水戸の支藩で宍戸藩主の松平頼徳を奉じ、水戸城内を牛耳っていた諸生党と那珂湊の戦いで諸生党と合戦に及んだ天狗党の乱が勃発。一連の騒擾は天狗党を幕府に反意を持つ賊徒と看做される結果を招き、幕府の追討を招いた。
同年8月、軍事奉行となるも、10月、幕府方に自首。下総国古河藩に拘禁となり、元治2年（1865年）4月5日、同藩領内で切腹した。享年28。
墓は水戸の常磐共有墓地に建立された。明治に至り、靖国神社に合祀され、大正7年（1918年）に正五位を贈位されている。その跡目は水戸藩家老安島帯刀の次男知正が継承した。